# 科尔沁大妃
科尔沁大妃、科尔沁大嬷嬷，姓不詳，名衮布，称衮布福晉。后金时期科尔沁部莽古思贝勒之妻，孝端文皇后和敬孝義皇后之生母。女婿皇太极册封她为扎萨克布颜图福晋（蒙古语音译），或称和硕瑚图灵阿福晋（满语音译），即和硕福妃。

## 生平
明萬曆二十八年 (1600年) 四月十九日，她生下哲哲。后来，哲哲成皇太极的中宫福晋。满文文献中，称她为amba mama（汉语直译为大妈妈、大嬷嬷，意译为大祖母）。莽古思的儿媳，即寨桑的妻子博禮与她相对時，被称为ajige mama（小妈妈、小嬷嬷）、科尔沁次妃。
丈夫莽古思在1623年至1626年间逝世。依蒙古习俗，她被丈夫的孙子，即寨桑之子索诺木收继。索诺木随皇太极出征，死于己巳之變。两人至少育有一子两女，即达哲、敬孝義皇后和奇塔特，亦或有未被记录的儿子。天聪七年（1633年）四月，科尔沁大妃、科尔沁次妃（小嬷嬷）、侄子乌克善和满朱习礼夫妇朝见皇太极。皇太极对她极为礼遇“彼此相迎，以丈母礼，先见大嬷嬷、次见小嬷嬷。”此次朝见中，多铎在五月初六日向皇太极求娶大妃之女，即达哲。同时，皇太极的三个女儿中，大妃为儿子奇塔特求娶长女，即马喀塔。最终是皇太极与哲哲所生的第三女与奇塔特定亲。五月八日，因舉行多铎和达哲的定亲礼，皇太极在大妃驻所举办盛宴；五月十一日，大妃为奇塔特和第三女的定亲礼而向皇太极进献宴席。
天聪九年（1635年），另一个女儿敬孝義皇后嫁给多爾袞。研究者认为，多铎和多尔衮兩兄弟借助与大妃女儿的婚姻与同父异母的皇太极建立了更为亲密的联系。清兵入关后，清朝官方受儒家伦理的影响，对科尔沁大妃被收继一事有所忌讳，故对资料进行删改，造成相关资料混乱。
崇德二年七月二十四日，皇太极册封岳父莽古思为扎萨克布颜图亲王，册封岳母衮布為扎萨克布颜图福晋。日后文献中称谓是和硕胡图灵阿福晋，汉文即和硕福妃。崇德八年（1643年），科尔沁大妃和科爾沁次妃等为祝贺军事胜利抵达盛京城，未及皇太极逝世，参加葬礼。
順治二年九月十四日，科爾沁部和碩福妃袞布、和碩賢妃博禮、和碩卓里克圖親王吳克善、多羅巴圖魯郡王滿珠習禮夫婦進京朝見順治帝。攝政王多爾袞和輔政王濟爾哈朗等以下，梅勒章京等以上須在齊化門迎接他們。同年九月十六日，和碩福妃、和碩賢妃，以及和碩卓里克圖親王吳克善等入宮行朝見禮。順治帝為他們舉行了兩次筵宴。和碩福妃、和碩賢妃和桑噶爾齋舅母等女眷由固倫額真福晉哲哲接待。